# سیارک ۱۰۳۴

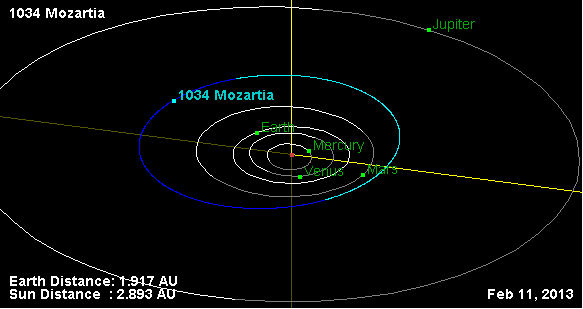
مدار سیارک 1034

سیارک ۱۰۳۴ (به انگلیسی: 1034 Mozartia، نامگذاری:1924SS) هزار و سی و چهارمین سیارک کشف شده‌است که در ۷ سپتامبر ۱۹۲۴ و در رصدخانه سایمیز کشف شد.
قدر مطلق سیارک برابر ۱۲٫۲۰ است.